# Сунженський козацький округ

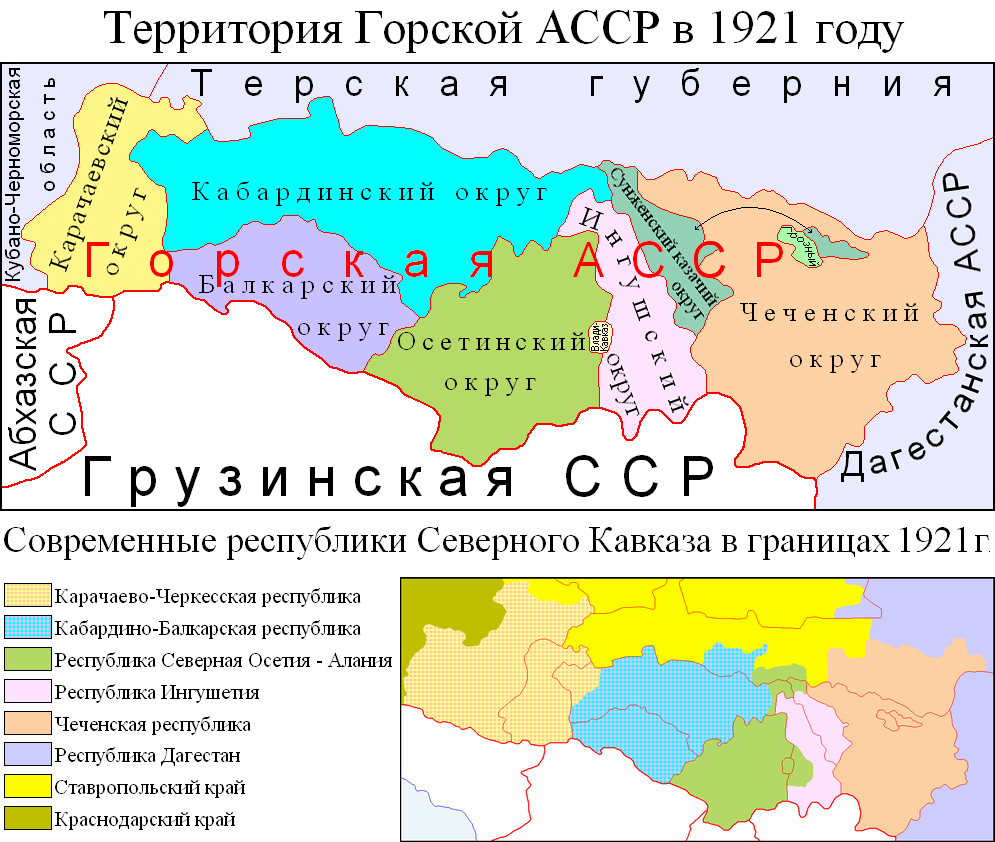
Сунженський округ у складі Горської АРСР у 1921 році

Сунженський козацький округ — адміністративно-територіальна одиниця СРСР, що існувала у 1920–1929 роках.
Адміністративний центр — станиця Слепцовська.

## Історія
Округ утворений у 1920 році в районі проживання терських козаків (сунженський) на Північному Кавказі. При розформуванні Горської АРСР у 1924 отримав статус окремої адміністративної одиниці з правами губернії, але адміністративно входив до складу Північно-Кавказького краю.
У 1929 році округ було скасовано. Слепцовський район і Вознесенська сільрада передані до складу Чеченської АО, Терський район передано до складу Терського округу. На середину 2010-х територію колишнього округу займають Сунженський район Чечні, Сунженський район Інгушетії, Малгобецький і Моздоцький райони.

## Адміністративний поділ
Входив до складу Горської АРСР, потім до складу Північно-Кавказького краю.
Мав поділ на 2 райони:
- Слепцовський — центр станиця Слепцовська, сільради:

1. Ассинська — ст. Ассинська
2. Давиденковська — х. Давиденко
3. Карабулацька — ст. Карабулацька
4. Нестеровська — ст. Нестеровська
5. Підпорядковані окружній раді — х. Ганієв, х. Іні
6. Слепцовська — ст. Слепцовська, станція Слепцовська, сел. Слепцовська
7. Троїцький — ст. Троїцька
- Терський — центр станиця Терська, сільради:

1. Вознесенська — ст. Вознесенська, х. Акі-Юрт (Сунженська)
2. Нижньо-Бековицька — х. Нижньо-Бекович
3. Предмостний — х. Предмостний
4. Терський — ст. Терська

## Населення
Чисельність населення — 34875 осіб (на 1926 рік).
У національному складі переважали: росіяни — 31 202 (89,5%), українці — 2 522 (7,2%), інгуші — 301, чеченці — 230, вірмени — 140, грузини — 100.

## Ресурси Інтернету
- Адміністративно-територіальний поділ РРФСР [Архівовано 26 січня 2012 у Wayback Machine.](рос.)